# Десна (приток Южного Буга)
Десна́ (Десенка) — река в Винницком районе Винницкой области Украины, левый приток Южного Буга. Название Десенка не является официальным, однако широко используется в русской и украинской разговорной речи. Длина — около 80 км, площадь бассейна — около 1400 км².
Протекает по территории Казатинского, Калиновского, Липовецкого и Винницкого районов.
Впадает в Южный Буг возле пгт Стрижавка, в 10 км выше по течению от Винницы. Течёт по равнинной местности, сильно пересечённой балками и оврагами, на реке имеются запруды. Наибольший приток — река Ольшанка (левый приток).
Через Десну построен железнодорожный мост (Юго-Западная железная дорога), ближайшая железнодорожная станция — Десенка.
На реке Десна расположены населённые пункты Самгородок, Лесовая Лысиевка, Старая Прилука, Турбов, Сосонка, Славное.